# Siège de Bari
Notes
Fin de la présence byzantine en Italie.
Conquête normande de l'Italie du Sud
Le siège de Bari,  capitale du Catépanat d’Italie par les armées normandes commença le 5 août 1068 et se termina le 15 avril 1071  par l’entrée de Robert Guiscard dans la ville jusque-là l’une des principales places fortes de Empire byzantin en Italie. Cette victoire des Normands mettait fin à plus de cinq siècles de présence byzantine dans le sud de l’Italie.

## Contexte historique
L’empereur byzantin Justinien Ier (r. 527-565) avait voulu rétablir l’unité et l’universalité de l’Empire romain. Sous ses ordres, après avoir repris l’Afrique du Nord, le général Bélisaire avait entrepris la difficile reconquête de l’Italie (535-553), alors dominée par les  Ostrogoths. Cette reconquête sera toutefois éphémère et l’Italie sera envahie à partir de 569 par les Lombards qui s’empareront deux ans plus tard de l’exarchat de Ravenne. Ceci mit un terme à la présence byzantine en Italie centrale; néanmoins, quelques villes côtières et le sud de l’Italie demeuraient entre les mains de l’Empire byzantin.
Lorsqu’ils arrivèrent en Italie au tournant du millénaire, les Normands s’allièrent aux Lombards contre les Byzantins. En 1029, Rainulf Drengot, aventurier et mercenaire normand, s’installa à Aversa, première étape d’une longue confrontation avec les Byzantins pour la domination du sud de la péninsule.  L’un des plus célèbres de ces Normands fut Robert Guiscard qui débarqua en Italie en 1047 avec cinq chevaliers et trente-cinq fantassins.   Vivant de brigandage, il servit entre autres le prince lombard Pandolf IV de Capoue, ainsi que ses frères Drogon puis Onfroi, devenu comte d'Apulie en 1051. En 1053, aux côtés de ses frères et du comte normand Richard d'Aversa, il s'illustra à la bataille de Civitate, opposant Normands d'Italie et leurs adversaires byzantins et lombards soutenus par le pape Léon IX (r. 1049-1054). La coalition anti-normande fut sévèrement battue. En 1057, Robert Guiscard succéda à Onfroi comme comte d'Apulie. Il entreprit alors la conquête de la Calabre en compagnie de son frère Roger. Le 29 août 1059, par le traité de Melfi, le pape Nicolas II (r. 1058-1061) reconnut les possessions normandes et nomma Robert Guiscard duc d'Apulie, de Calabre et de Sicile, même si tous ces territoires n’étaient pas encore en sa possession. Au cours des vingt années qui suivirent ce traité, Guiscard s’emploiera à rendre effectifs les titres concédés par le pape. Au printemps 1060, il s’empara de Tarente . Après la saisie de Reggio de Calabre, Robert confia à son frère Roger la mission de conquérir la Sicile, lui-même restant en Apulie pour faire face à une contre-offensive byzantine commandée par Michel Maurex qui,  débarqué en Apulie, avait repris avec le duc de Skopje, Nicéphore Carantinos, les villes de Bari et Castellaneta.

## Le siège
Après la chute de l'Empire romain d'Occident, Bari avait fait l’objet des convoitises des Berbères, des Lombards et des Byzantins. Conquise par les Berbères musulmans qui en avait fait de 847 à 871 le siège d'un émirat, elle était passée ensuite aux mains des ducs lombards de Bénévent. En 875 elle revint aux Byzantins qui en firent la capitale du thème de Langobardia  comprenant les Pouilles et la Calabre. C’était la dernière possession byzantine de la région. Otrante, assiégée par le comte Geoffroy de Conversano, un cousin de Robert Guiscard, était tombée en 1066. Brindisi, assiégé en même temps que Bari, devait subir le même sort en 1070.
À Bari, le siège commença le 5 aout 1068. Au sein de la ville deux courants s’opposaient. L’un désirait maintenir allégeance à l’empereur byzantin, l’autre voulait s’allier aux Normands. À l’approche des troupes de Guiscard, le premier courant l’emporta. Les magistrats, refusant l’offre de négociations du Normand,  fermèrent les portes de la ville et envoyèrent une ambassade à Romain IV Diogène (r. 1068-1071) pour demander son aide. Ne pouvant toutefois faire face en même temps au danger que représentaient les Normands en Italie et les Turcs en Orient, Romain choisit de se concentrer sur l’Orient.
Le siège s’annonçait difficile. À plusieurs reprises les Byzantins réussirent à repousser les assauts contre les murs de la ville. Guiscard décida alors de bloquer l’accès au port en construisant un pont fortifié. Les Byzantins détruisirent le pont et réussirent à conserver le lien avec leur base .
Romain IV se décida alors à nommer un nouveau catépan dans la personne d’Avatuteles à qui il confia une flotte et des vivres pour la ville. Celle-ci arriva au début de 1069, mais entretemps les Normands avaient défait l’armée de terre et s’étaient emparés de Gravina et Obbiano, deux localités avoisinantes. Plutôt que de retourner à Bari, Robert Guiscard se dirigea en janvier 1070 vers Brindisi qu’assiégeaient d’autres forces normandes; la ville devait être prise à l’automne de 1070.
Pendant ce temps, la situation dans la ville de Bari avait atteint un point critique et la famine s’était installée dans la population. Le catépan Avartuteles tenta alors de faire assassiner Robert Guiscard, mais l’assassin choisi, le patricius Byzantios Guideliku, faillit à la tâche. Une délégation de citoyens se rendit auprès du catépan pour le supplier ou bien d’améliorer les défenses de la ville ou de livrer celle-ci aux Normands. Avartuteles tenta de gagner du temps et envoya une nouvelle ambassade à Constantinople. Celle-ci parvint à convaincre l’empereur d’envoyer une nouvelle flotte avec des vivres, mais lorsque celles-ci vinrent à nouveau à manquer, les mêmes citoyens implorèrent le catépan de supplier l’empereur d’envoyer des troupes le plus rapidement possible.
Romain IV faisait face à la même période à la révolte d’un mercenaire normand, Robert Crispin, qui avait dans le passé loué ses services aux Byzantins en Italie du sud, mais considérait ne pas avoir été suffisamment rétribué pour ses services . Une fois celui-ci capturé, l’empereur se mit lui-même à la tête des troupes pour diriger la campagne de 1069 contre les Turcs d’Asie mineure qui se termina par une victoire mitigée. N’ayant que peu de troupes libres et bon nombre de ses généraux ayant déjà connu la défaite aux mains des Normands, Romain IV n’en envoya pas moins une flotte de vingt navires sous le commandement d'un autre Normand passé du côté des Byzantins, du nom de Jocelyn. Celui-ci était accompagné par un nouveau catépan d’Italie, Étienne Pateranos. Ayant eu vent de l’arrivée de la flotte, les Normands interceptèrent celle-ci et dispersèrent les vaisseaux. Ils capturèrent le vaisseau amiral transportant Jocelyn qui fut fait prisonnier. Le nouveau catépan pour sa part put rejoindre Bari où il se rendit rapidement compte que la résistance était vaine. Le leader de la faction prônant la reddition était alors le protospatharios Argyritsos. La faction fidèle à l’empire était dirigée par le même  Byzantios Guideliku qu’on avait chargé d’assassiner Robert Guiscard. Ce dernier fut lui-même assassiné sous les ordres d’Argyritzos aux dires des Annales Barenses et des Annales Lupi,. La ville tint toutefois pendant encore neuf mois. Au terme de cette période, Étienne Pateran se résolut à dépêcher Argyritsos auprès de Robert Guiscard .

## Par la suite
Celui-ci semble avoir réussi à négocier des conditions favorables pour la reddition. D’après le chroniqueur Guillaume de Pouilles, Guiscard « confia la ville » à Argyritzos. Le cas échéant, cette nomination n’eut qu’un caractère temporaire puisqu’en 1075 les gouverneurs de la ville étaient respectivement le vicomte Lizius et un catépan local, le patrikios Maurelianus. Le catépan Pateran fut fait prisonnier, mais par la suite put regagner Constantinople avec d’autres survivants byzantins.
La reddition de Bari en 1071 marqua aussi la fin de la présence byzantine dans le sud de l’Italie. Robert Guiscard put alors concentrer ses forces sur les principautés lombardes de la région toujours autonomes. Sa première cible fut la principauté de Salerne qui tomba en 1076;  vinrent ensuite la principauté de Capoue, le duché de Naples et la principauté de Bénévent en 1078.  L’empereur Manuel Ier (r. 1143 - 1180) tentera de reconquérir le sud de l’Italie en 1155, mais sans succès.

### Sources primaires
- (fr) Aimé du Mont-Cassin, Histoire des Normands (Ystoire de li Normant), édition du manuscrit BnF fr. 688 par Michèle Guéret-Laferté, Paris, 2011  (ISBN 9782745320902).
- (fr) Anne Comnène. Istoire [sic] de l’empereur Alexis. Traduction par M. Cousin. Paris 1685. [en ligne] http://remacle.org/bloodwolf/historiens/comnene/table.htm. (Remarque : il s’agit probablement de la seule traduction française en ligne. Toutefois elle est très incomplète et peu fiable).
- (fr) Anne Comnène. L’Alexiade. Paris, Les Belles Lettres, 2006.  (ISBN 978-2-251-32219-3).
- (la) Geoffroi Malaterra. De rebus gestis Rogerii Calabriae eet Siciliae comitis et Roberti Suiscardi ducis fratris ejus. Bologne, éd. E. Pontieri, Rerum Italicarum Scriptores, 1928.
- (fr) Geoffroi Malaterra, Histoire du Grand Comte Roger et de son frère Robert Guiscard [archive], édité par Marie-Agnès Lucas-Avenel, Caen, 2016  (ISBN 9782841337439).
- (fr) Guillaume de Pouille, La Geste de Robert Guiscard (Gesta Roberti Wiscardi), trad. Marguerite Mathieu, Palerme, Istituto siciliano di studi bizantini e neoellenici, 1961.
- (la) Hugues Falcand. Historia de rebus gestis in regno Siciliae. Rome, éd. G.B. Siragusa, Fonti per la Storia d’Italia, 1897.
- (en) Nicephoras Bryennios. “Materials for a History.” Traduction Henri Grégoire. Byzantion 23 (1953) pp. 469-530; and Byzantion 25-27 (1955-57) pp. 881-925.
- (fr)  Nicephoras Bryennios. “ Histoire” Traduit par Paul Gautier. Corpus Fontium Historiae Byzantinae, Vol. IX. Bruxelles, 1975.
- (fr) Nicétas Choniatès. Histoire de l’empereur Manuel [en ligne] http://remacle.org/bloodwolf/historiens/nicetias/manuel3.htm.

### Sources secondaires
- (fr) Aubé, Pierre. Les Empires normands d’Orient. Paris, Tallandier, 1983.  (ISBN 978-2-235-01483-0).
- (en) Brooke, Zachary Nugent. "East and West: 1155–1198". A History of Europe, from 911 to 1198. Routledge (UK), 2004.  (ISBN 0-415-22126-9).
- (en) Brown, R. Allen. The Normans, Woodsbridge, Boydell & Brewer, 1984  (ISBN 0-85115-359-3).
- (fr) Chalandon, Ferdinand. Histoire de la domination normande en Italie et en Sicile, Paris, A. Picard & fils, 1907. [en ligne] https://archive.org/details/histoiredeladom00chalgoog.
- (fr) Cheynet, Jean-Claude (dir.), Le monde byzantin. Tome II : L'Empire byzantin (641-1204), Paris, PUF, coll. « Nouvelle Clio », 2006,  (ISBN 978-2-130-52007-8).
- (en) Churchill, William J.  (ed.), The Annales Barenses and the Annales Lupi Protospatharii: Critical Edition and Commentary, Ph. D. dissertation, Centre for Medieval Studies, University of Toronto, 1979.
- Gay, Jules. L'Italie méridionale et l'empire byzantin : Livre II. Albert Fontemoing, Paris, 1904.
- (en) Christopher Gravett and David Nicolle. The Normans: Warrior Knights and their Castles. Oxford, Osprey, 2006.  (ISBN 1-84603-088-9).
- (en) Haldon, John. The Byzantine Wars. The Mill, Tempest, 2000  (ISBN 0-7524-1795-9).
- Hervé-Commereuc, Catherine. «  La Calabre dans l'État normand d'Italie du Sud (XIe – XIIe siècles) », (dans) Annales de Normandie, Année 1995 45-1 pp. 3-25.
- (en) Holmes, George. The Oxford Illustrated History of Medieval Europe. Oxford University Press, 1988.  (ISBN 0192854356).
- (en) Jeffreys M. et al., Prosopography of the Byzantine World, King's College London, 2017. URL:  http://pbw2016.kdl.kcl.ac.uk.  (ISBN 978-1-908951-20-5).
- (en) Kaldellis, Anthony. Streams of Gold, Rivers of Blood: The Rise and Fall of Byzantium, 955 A.D. to the First Crusade. USA, Oxford University Press.  (ISBN 019025324X).
- (fr) Kaplan, Michel, Alain Ducellier et Bernadette Martin, Le Proche-Orient médiéval, Hachette université, 1978.  (ISBN 2010055233).
- (en) Loud, G. A. The Age of Robert Guiscard: Southern Italy and the Norman Conquest. Routledge, 2013  (ISBN 978-0582045293).
- Malamut, Élisaberth. Alexis Ier Comnène, Paris, Ellipses, 2007  (ISBN 978-2-729-83310-7).
- (it)  Mazzeo, Pietro. Storia di Bari dalle origini alla conquista normanna (1071), Adriatica Editrice, 2008  (ISBN 978-88-89654-17-0)
- (en) Norwich, John Julius. “Byzantium : The Apogee”, New York, Alfred A. Knopf, 1994, 389 p.  (ISBN 978-0-394-53779-5).
- (en) Norwich, John Julius. Byzantium: The Decline and Fall. London, Viking, 1995.  (ISBN 0-670-82377-5).
- (en) Norwich, John Julius. The Normans in the South, 1016-1130, Londres, Longman, 1967  (ISBN 978-0571259649)
- (fr) Ostrogorsky, Georges. Histoire de l’État Byzantin. Paris, Payot, 1983.  (ISBN 2-228-07061-0).
- (it) Pratesi, Alessandro. “ARGIRIZZO (Argiro) di Giovannacio” (dans) Dizionario Biografico degli Italiani - Volume 4 (1962). URL : https://www.treccani.it/enciclopedia/argirizzo-di-giovannacio_(Dizionario-Biografico)/.
- (en) Shepard, Jonathan. "The English and Byzantium: A Study of Their Role in the Byzantine Army in the Later Eleventh Century." (in) Traditio, 1973.  Vol. 29. pp. 53-92.
- (en) Sheppard, Jonathan. The Cambridge History of the Byzantine Empire, c. 500-1492. Cambridge & New York, Cambridge University Press, 2008  (ISBN 978-0-521-83231-1)
- (fr) Taviani-Carozzi, Huguette. La terreur du monde. Robert Guiscard et la conquête normande en Italie, Paris, Fayard, 1996, 559 pp., 19 fig. (présentation en ligne [archive]).
- (en) Treadgold, Warren. A History of the Byzantine State and Society. Stanford (California) Stranford University Press, 1997.  (ISBN 978-0-804-72630-6).
- (en) Wortley, John. A synopsis of Byzantine history, 811-1057, Cambridge University Press, 2010.  (ISBN 978-0-521-76705-7).